# Lambatungnafjall
Lambatungnafjall är ett berg i republiken Island. Det ligger i regionen Austurland, 300 km öster om huvudstaden Reykjavík. Toppen på Lambatungnafjall är 1 023 meter över havet.
Trakten runt Lambatungnafjall är nära nog obefolkad, med mindre än två invånare per kvadratkilometer. Närmaste större samhälle är Höfn, omkring 14 kilometer sydväst om Lambatungnafjall. Trakten runt Lambatungnafjall består i huvudsak av gräsmarker.